# A Woman Called Golda
A Woman Called Golda é um telefilme biográfico estadunidense de 1982, dirigido por Alan Gibson e estrelado por Ingrid Bergman no papel da primeira-ministra israelense Golda Meir. Também apresenta Ned Beatty, Franklin Cover, Judy Davis, Anne Jackson, Robert Loggia, Leonard Nimoy e Jack Thompson.
A Woman Called Golda foi produzido pela Paramount Domestic Television e foi distribuído pela Operation Prime Time. O filme estreou em 26 de abril de 1982.

## Elenco
- Ingrid Bergman - Golda Meir
- Ned Beatty - Senador Durward
- Franklin Cover - Hubert Humphrey
- Judy Davis - Golda jovem
- Anne Jackson - Lou Kaddar
- Robert Loggia - Anwar Sadat
- Leonard Nimoy - Morris Meyerson
- Jack Thompson - Ariel
- Anthony Bate - Sir Stuart Ross
- Ron Berglas - Stampler
- Bruce Boa - Sr. Macy
- David de Keyser - David Ben-Gurion
- Barry Foster - Major Orde Wingate
- Nigel Hawthorne - Rei Abdullah
- Yossi Graber - Moshe Dayan

## Recepção
O filme recebeu sete indicações ao Emmy e venceu três prêmios, incluindo o de Melhor Especial de Drama e Atriz em Minissérie ou Telefilme para Ingrid Bergman, que foi concedido postumamente (o prêmio foi aceito pela filha de Bergman, Pia Lindström). O filme também foi indicado para dois Globos de Ouro e ganhou o prêmio de Melhor Atriz em Minissérie ou Telefilme para Bergman, novamente concedido postumamente. Leonard Nimoy também recebeu uma indicação ao Emmy de Melhor Ator Coadjuvante em Série Limitada ou Filme Para TV.